# Samuele Rivi
Pour les articles homonymes, voir Rivi.
Samuele Rivi, né le 11 mai 1998 à Trente, est un coureur cycliste italien, membre de l'équipe Eolo-Kometa.

## Biographie
D'abord footballeur, Samuele Rivi commence le cyclisme à l'âge de 11 ou 12 ans au Velo Sport Mezzocorona,. 
En 2019, il rejoint l'équipe continentale autrichienne Tirol-KTM. Il obtient ses premiers résultats notables avec une victoire au Grand Prix Südkärnten (course nationale autrichienne) et diverses places d'honneur : deuxième du Trofeo Banca Popolare di Vicenza, sixième du Gran Premio Industrie del Marmo, huitième du Grand Prix Slovenian Istria ou encore treizième du Tour du Frioul-Vénétie julienne,.
En août 2020, il se classe quatrième du championnat d'Italie du contre-la-montre espoirs. Il passe ensuite professionnel en 2021 au sein de l'équipe Eolo-Kometa. En mai, il est sélectionné par son équipe pour disputer le Tour d'Italie, son premier grand tour. Lors des troisième et dixième étapes, il est membre de l'échappée du jour.
En mars 2022, il dispute Milan-San Remo et prend part à la première échappée.

## Palmarès
- 2019
  - Grand Prix Südkärnten
  - 2e du Trofeo Banca Popolare di Vicenza
- 2023
  - 3e a étape du Tour Poitou-Charentes en Nouvelle-Aquitaine

## Résultats sur les grands tours

### Tour d'Italie
2 participations
- 2021 : 129e
- 2022 : 126e

## Classements mondiaux
| Année                                 | 2018  | 2019  | 2020  | 2021  | 2022  | 2023  |
| ------------------------------------- | ----- | ----- | ----- | ----- | ----- | ----- |
| Classement mondial                    | 3124e | 1444e | 1471e | 1111e | 1924e | 1615e |
| UCI Europe Tour                       | 2065e | 973e  | 1104e | 825e  | 1238e | nc    |
|                                       |       |       |       |       |       |       |
| Légende : nc = non classéSource : UCI |       |       |       |       |       |       |